# Weibern
Weibern là một đô thị thuộc huyện Ahrweiler, bang Rheinland-Pfalz, phía tây nước Đức. Đô thị Weibern có diện tích 10,56 km², dân số thời điểm ngày 31 tháng 12 năm 2006 là 1563 người.